# Túnel del Mont Blanc
El túnel del Mont Blanc és un túnel en els Alps, que uneix per carretera França amb Itàlia, sota el Mont Blanc. Les dues ciutats més famoses prop del túnel són Chamonix (Alta Savoia, França) i Courmayeur (Vall d'Aosta, Itàlia). El túnel, d'11,6 km de llarg i 8,6 m d'ample, discorre sota la muntanya entre aquestes dues ciutats. És una de les principals rutes de transport transalpines, particularment per a Itàlia, que hi compta per transportar fins a un terç de les seves mercaderies cap al nord d'Europa.

## Història
Les obres d'obertura del túnel van començar l'any 1959. El 15 de setembre de 1962, els respectius caps del govern italià i francès van inaugurar la perforació del túnel sota la muntanya, que, després de superar les dificultats tècniques que es presentaren, va confluir en la trobada del 14 d'agost del 1962. Seria inaugurat el 16 de juliol de 1965 pels respectius caps d'Estat d'Itàlia i França. El 19 de juliol hi entraven els primers vehicles i quedava obert al trànsit el túnel més llarg del món sota la muntanya més alta d'Europa.

## Accident del 24 de març de 1999
El 24 de març de 1999, un camió belga incendiat al túnel va causar una de les tragèdies automobilístiques més grans d'Europa. El foc es va propagar molt ràpidament a l'interior del túnel i va fer cremar tot el combustible que va trobar al seu pas. Es va produir un enorme incendi que va durar 53 hores. Van morir 39 persones, la gran majoria carbonitzades dins dels seus automòbils, altres tractant d'escapar a peu.